# Acmaeodera fattigi
Acmaeodera fattigi är en skalbaggsart som beskrevs av Knull 1953. Acmaeodera fattigi ingår i släktet Acmaeodera och familjen praktbaggar. Inga underarter finns listade i Catalogue of Life.